# Тимман, Ян
Ян Хе́ндрик Ти́мман (нидерл. Jan Hendrik Timman; род. 14 декабря 1951, Амстердам) — нидерландский шахматист, гроссмейстер (1974). Девятикратный чемпион Нидерландов (1974, 1975, 1976, 1978, 1980, 1981, 1983, 1987 и 1996), один из сильнейших западных шахматистов в середине 1980-х годов.
Член символических клубов победителей чемпионов мира: Михаила Чигорина (с 3 марта 1978 г.) и Эугенио Торре (c 26 февраля 1982 г.).
Главный редактор журнала «New In Chess» (с 1984).

## Биография
С ранних лет Тимман демонстрировал склонности к математике и рано сумел преуспеть в шахматах. Его отец, математик Райнир Тимман, всячески поощрял увлечение шахматами, и в 12 лет Тимман выиграл чемпионат Нидерландов среди юношей. Уже в то время Ян отличался особым стратегическим чутьем и любовью к анализу. В возрасте 15 лет (1967) Тимман занял третье место на Чемпионате мира среди юношей в Иерусалиме. По окончании школы Тимман поступил на математический факультет Делфтского университета, где был профессором его отец. Но, поняв, что математика ему скучна, он оставил учёбу и посвятил жизнь шахматам.

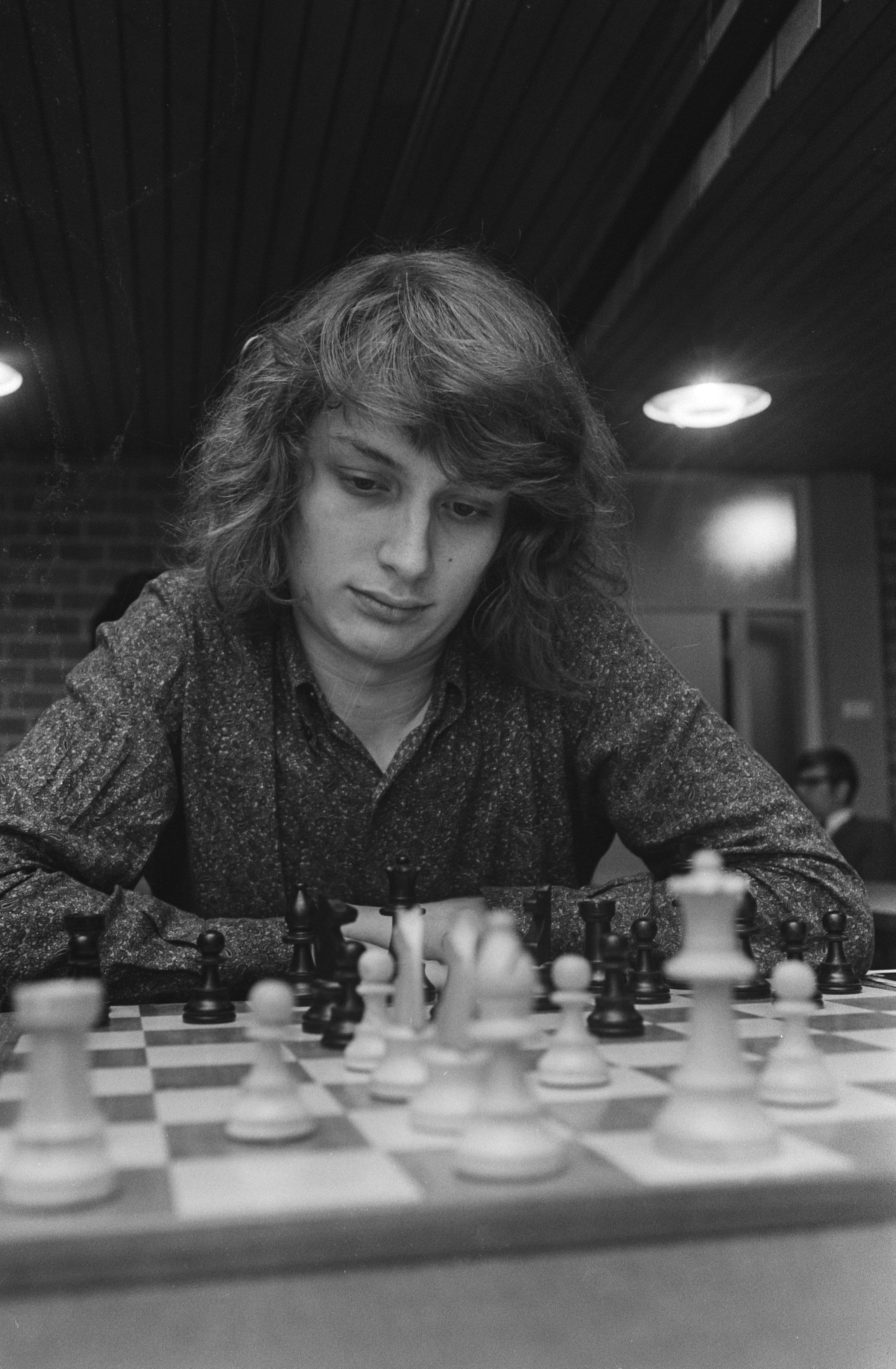
Тимман в 1971 году

В 1971 году выполнил норму международного мастера, а через три года стал гроссмейстером и был назван в Нидерландах вторым по значимости шахматистом после Макса Эйве.
В 1970-х — 80-х годах Тимман входил в число лучших гроссмейстеров мира, наряду с такими шахматистами, как Карпов, Корчной, Спасский и др.
Он единственный в мире шахматист, выигравший 3 партии в турнирах (Бугойно, 1978; Буэнос-Айрес, 1980; Мар-дель-Плата, 1982) у чемпиона мира (3 апреля 1975 — 9 ноября 1985) Анатолия Карпова.
Ян Тимман продолжал находиться в мировой элите и после «коронации» Гарри Каспарова. Среди наиболее важных побед Тиммана — главные призы на турнирах в Амстердаме (1973, 1981, 1983), в Мар-дель-Плата (1982), в Вейк-ан-Зее (1985), в Линаресе (1988), в Лондоне (1973), в Роттердаме на Кубке мира (1989). Он 9 раз выигрывал чемпионат Нидерландов — даже Макс Эйве выигрывал 8 раз. В 1993 году после скандального «развода» Каспарова и Шорта с ФИДЕ Тимман, ранее проигравший в том претендентском цикле Шорту, получил право сыграть матч за звание чемпиона мира против Карпова, но проиграл - 8,5 : 12,5.
Ян Тимман играл за сборную Нидерландов на 13 Всемирных шахматных Олимпиадах — с 1972 года по 2004-й. В 1976 году он привел свою национальную команду к серебряным медалям, попутно выиграв турнир на 1-й доске. В XXI веке Тимман продолжил активное участие в шахматных соревнованиях. В 2004-м году он сыграл в Рейкьявике и Амстердаме, в следующем году — в Гётеборге, а ещё черед год участвовал в матчах в Швеции и Лондоне.
За всю свою карьеру Ян провёл 3448 партий и набрал 62 % очков белыми фигурами и 51 % чёрными. Во все времена Тимман отличался занимательным, оригинальным стилем игры.
Также Ян Тимман известен как шахматный композитор, за свою жизнь он составил более 50 этюдов.

## Изменения рейтинга
| График не отображается по техническим причинам. Чтобы исправить это, воспроизведите график в новом формате, если это возможно. |

## Лучшие партии
- Тимман — Адамс
- Юсупов — Тимман
- Шорт — Тимман

## Книги
- Тимман Я. Шахматы. Уроки стратегии. — Русский шахматный дом, 2011. — 264 с. — ISBN 978-5-94693-096-3.